# Cinder Cone (Kanada)
Der Cinder Cone ist ein 1910 m hoher Schlackenkegel mit einem kleinen Vulkankrater im Südwesten der kanadischen Provinz British Columbia, im Squamish-Lillooet Regional District.

## Geographie
Der Cinder Cone liegt an der Westseite des Helm Glacier im Garibaldi Provincial Park. Er ist Teil des Garibaldi-Vulkangürtels im Cascade Volcanic Arc. Der Cinder Cone ist von ebenen Schlackenflächen umgeben. Im Sommer ist sein Krater mit Schmelzwasser gefüllt. Im Frühjahr wird der Cinder Cone leicht von Schmelzwasser erodiert, das die pyroklastischen Sedimente in das Valley of Desolation (dt. „Tal der Trostlosigkeit“) spült. Während des frühen Holozän erzeugte der Cinder Cone einen 9 km langen Lavastrom.